# Società dei Quaranta di Darmstadt
Hermann Spiess, Ferdinand Ludwig Herff e Gustav Schleicher fondarono la Società dei Quaranta di Darmstadt (in tedesco: Darmstädter Vierziger), talvolta indicata anche come Colonia Socialista. I fondatori, come del resto molti dei coloni che ne facevano parte, provenivano dalla città tedesca di Darmstadt, da cui il nome. L'idea iniziale del gruppo era di costituire una comune socialista nel Wisconsin.
Spiess e Herff vennero avvicinati a Wiesbaden dal vicepresidente e segretario dell'Adelsverein, il conte Carl Frederick Christian von Castell-Castell, che aveva stretto un patto con 200 famiglie di coloni per il territorio della concessione Fisher-Miller in Texas. La società venne contattata nella speranza di poter attrarre ulteriori persone per colonizzare l'area, con la promessa di ricevere contributi, viveri e provvigioni per un anno, periodo dopo il quale ci si aspettava che la colonia potesse essere autonoma. Le colonie fondate erano quelle di Castell, Leiningen, Bettina, Schoenburg e Meerholz nella contea di Llano; Darmstädler Farm nella contea di Comal e Mills County nella contea di Kendall. Il progetto coloniale si ridusse alla sopravvivenza dei soli insediamenti di Castell e di Tusculum. I coloni dovettero lasciare il terreno al termine della concessione; alcuni si spostarono altrove in America, altri tornarono in Germania.

## I "Quaranta"
Secondo il resoconto stilato da Louis Reinhardt, questi furono i primi aderenti alla Società dei Quaranta di Darmstadt che accettarono di colonizzare delle aree del Texas.
| Nome                                             | Nave e arrivo            | Note                                |
| ------------------------------------------------ | ------------------------ | ----------------------------------- |
| Otto Amelung                                     | St. Pauli, 4 luglio 1847 | Avvocato                            |
| Heinrich Backofen                                | St. Pauli, 4 luglio 1847 | Produttore di strumenti musicali    |
| Peter Bub                                        | St. Pauli, 4 luglio 1847 | Produttore di strumenti musicali    |
| ? Deichert                                       |                          | Fabbro                              |
| Christoph Flach                                  | St. Pauli, 4 luglio 1847 | Meccanico                           |
| Wilhelm Friedrich                                | St. Pauli, 4 luglio 1847 | Avvocato                            |
| Rudolph Fuchs                                    |                          | Avvocato                            |
| Adolph Hahn                                      | St. Pauli, 4 luglio 1847 | Tenente d'esercito                  |
| ? Heff                                           |                          | Carpentiere                         |
| Ferdinand Ludwig Herff                           | 1846                     | Medico                              |
| ? Herrmann                                       |                          | Guardia forestale                   |
| Christian Hesse                                  |                          | Avvocato                            |
| Johannes Hoerner                                 |                          |                                     |
| Louis Kappelhoff                                 |                          | Carpentiere navale                  |
| Heinrich Kattmann                                | St. Pauli, 4 luglio 1847 |                                     |
| Adam Koeppel                                     | St. Pauli, 4 luglio 1847 |                                     |
| Jacob Kuechler                                   | St. Pauli, 4 luglio 1847 | Guardia forestale                   |
| August Lerch                                     | St. Pauli, 4 luglio 1847 | Architetto                          |
| Ferdinand Jacob Lindheimer                       | 1834                     | Naturalista                         |
| Louis Friedrich                                  | St. Pauli, 4 luglio 1847 | Guardia forestale                   |
| ? Merting                                        |                          | Minister                            |
| Friedrich Michel                                 | St. Pauli, 4 luglio 1847 | Produttore di birra                 |
| Franz Mordes                                     |                          |                                     |
| Edward Mueller                                   | St. Pauli, July 4, 1847  | Agricoltore                         |
| ? Neff                                           |                          | Carpentiere                         |
| ? Neff                                           |                          | Macellaio                           |
| ? Ottmer                                         |                          | Mugnaio                             |
| Ludwig (Louis) Reinhardt                         | St. Pauli, July 4, 1847  | Botanico                            |
| ? Rockan                                         |                          | Americano venuto da Victoria, Texas |
| Phillipp Friedrich Karl Theodore (Fritz) Schenck | St. Pauli, 4 luglio 1847 | Guardia forestale                   |
| Gustav Schleicher                                | St. Pauli, 4 luglio 1847 | Ingegnere                           |
| Theodore Schlenning                              | St. Pauli, 4 luglio 1847 | Medico                              |
| Leopold Schuze                                   |                          |                                     |
| Anton Schunk                                     |                          | Produttore di strumenti musicali    |
| Hermann Spiess                                   | 1846                     |                                     |
| August Strauss                                   | St. Pauli, 4 luglio 1847 | Meccanico                           |
| Adam Vogt                                        | St. Pauli, 4 luglio 1847 | Guardia forestale                   |
| Julius Wagner                                    | St. Pauli, 4 luglio 1847 | Avvocato                            |
| ? Wundt                                          |                          | Avvocato                            |
| Phillip Zoeller                                  | St. Pauli, 4 luglio 1847 | Architetto                          |